# Рассел, Наоми
Наоми Рассел (англ. Naomi Russell; 25 сентября 1983, Лос-Анджелес, Калифорния), более известна как просто Наоми (англ. Naomi) — бывшая американская порноактриса словацко-еврейского происхождения. Имя при рождении — Naomi Devash Dechter

## Биография и личная жизнь
Наоми родилась в еврейской семье. До 13 лет девочка обучалась на дому. Перед началом съёмок в порно совмещала работу правового аналитика и медсестры. После того как Наоми получила работу в суде, она оставила медицинскую практику, которую начала ещё в 16 лет.
До того как начать карьеру порноактрисы, Рассел имела стабильные отношения со своим первым парнем: из восьми лет, проведённых вместе, четыре года пара прожила в официальном браке. Одновременно с началом съёмок, Наоми развелась с мужем. Объясняя причину своего решения, актриса утверждала, что её муж был «плохим человеком», который к тому же имел дружеские отношения с её начальником, так что девушка не могла оставить супруга и не уволиться с работы. Кроме того, по собственному признанию актрисы, в то время её муж был единственным мужчиной в её жизни, а будучи супругой, Рассел не позволяла себе не только близость, но даже знакомство с другими мужчинами. Такая сексуальная ограниченность в скором времени ей надоела, и единственным путём раскрепощения для девушки стали съёмки в порнофильмах.

## Карьера
Наоми впервые снялась в эротическом фильме в 21 год в августе 2005 года. Девушка признавалась, что несмотря на то, что она предпочитает работать четыре дня в неделю, очень часто из-за плотного графика съёмок из семи дней только один остаётся у неё выходным. До начала съёмок в порно Наоми не практиковала анальный секс и не занималась сексом с женщинами. К концу карьеры сильно потеряла в весе, но не считала это проблемой и в 2010 году полностью прекратила сниматься.
За всю карьеру, с 2005 по 2010 годы, снялась в 271 порнофильме.

## Премии
- 2006: CAVR Awards: старлетка года
- 2007: AVN Award: лучшая начинающая звезда[7]
- 2007: AVN Award: лучшая POV сцена с Томми Ганном — Jack’s POV # 2[7]

## Избранная фильмография
- Naomi: There Is Only One (2006)
- 3 Blowin' Me (2007)
- Blow It Out Your Ass (2007)
- Bubble Butt Bonanza 9 (2007)
- The Fantastic Whores 3 (2007)
- Mayhem Explosions 6 (2007)
- POV Casting Couch 15 (2007)